# Хельгеруд, Альберт
Альберт Хельгеруд (норв. Albert Helgerud; 16 сентября 1876, Свельвик — 25 мая 1954, Свельвик) — норвежский стрелок, двукратный чемпион и многократный призёр летних Олимпийских игр.
Хельгеруд участвовал в четырёх Олимпийских играх, включая непризнанные Международным олимпийским комитетом Внеочередные Олимпийские игры 1906 в Афинах. На них он участвовал в пяти дисциплинах и лучшим результатом стало второе место в стрельбе из произвольной винтовки с трёх позиций среди команд.
Затем Хельгеруд принял участие в летних Олимпийских играх 1908 в Лондоне. Он стал двукратным чемпионом в стрельбе из винтовки на 300 метров и в аналогичной дисциплине среди команд. Также он вместе со своей командой стал шестым в стрельбе из армейской винтовки, показав в своей команде четвёртый результат.
На следующих Олимпийских играх 1912 в Стокгольме Хельгеруд снова соревновался в стрельбе из винтовке на 300 метров и стал вторым среди команд и седьмым среди отдельных спортсменов. В стрельбе из армейской винтовки с трёх позиций и с произвольной он занял 55-е и 47-е место.
Восемь лет спустя Хельгеруд участвовал в последних своих Олимпийских играх 1920 в Антверпене. В различных командных соревнованиях он стал дважды вторым, один раз третьим, один раз четвёртым и дважды шестым. В индивидуальных дисциплинах он один раз разделил шестое место и дважды не закончил выступления.